# 梅江 (酉水支流)
梅江，是中国重慶市秀山土家族苗族自治縣的一条河流，汇入酉水南源，属于沅江水系。河长151千米，流域面积3071平方千米，多年平均流量85立方米每秒。自然落差495米。水能理论蕴藏量6万千瓦。